# Ain't That Just the Way
"Ain't That Just The Way" är en sång skiven av Bruce Belland, Glen Larson och Stu Phillips. Låten spelades ursprungligen in av Barbi Benton och släpptes på singel 1976. Den blev en stor hit i bland annat Sverige, där den låg etta på Hitlistan i tio veckor 1977. 1978 spelade hon in den på nytt, då i en albumversion för albumet Ain't That Just the Way. Låten framfördes bland annat i TV-deckaren McCloud.

## Andra versioner
- 1996 blev låten åter listetta i Sverige samt låg på listorna i många andra länder, denna gång då Lutricia McNeal spelade in en cover på den.
- 2007 spelades den in av Anna Book på albumet Samba Sambero.[1]
- Ingela "Pling" Forsman skrev en text på svenska som heter "Är det inte så", som spelades in av Wizex på albumet Som en sång 1977[2] och av Friends på albumet Dance With Me 2002.[3]

## Listplaceringar

### Barbi Benton
| Lista (1976-1977) | Topplacering |
| ----------------- | ------------ |
| Norge             | 2            |
| Sverige           | 1            |

### Lutricia McNeal
| Lista (1996-1998)  | Topplacering |
| ------------------ | ------------ |
| Finland            | 15           |
| Frankrike          | 2            |
| Belgien (Flandern) | 2            |
| Nederländerna      | 2            |
| Nya Zeeland        | 2            |
| Schweiz            | 3            |
| Sverige            | 1            |
| USA                | 63           |
| Österrike          | 3            |